# سالروز پیروزی مجاهدین

سالروز پیروزی مجاهدین یک مناسبت سیاسی در روز ۸ ثور/اردیبهشت است که در همه‌جای افغانستان تعطیل رسمی به یاد پیروزی مجاهدین که جمهوری دموکراتیک افغانستان محمد نجیب‌الله را در سال ۱۳۷۱خ/۱۹۹۲م به پایین کشیدند جشن گرفته می‌شود. بعضی از افغانستانی‌ها مخالف جشن گرفتن این روز هستند به این دلیل این روز شروع جنگ‌های داخلی افغانستان نیز بود.